# St. Petrus (Waltrop)

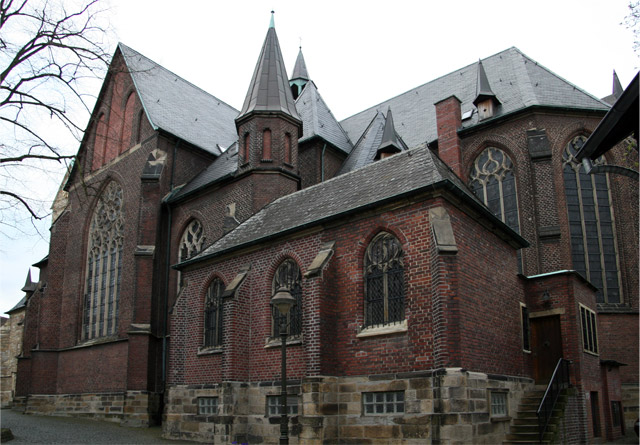
St. Petrus

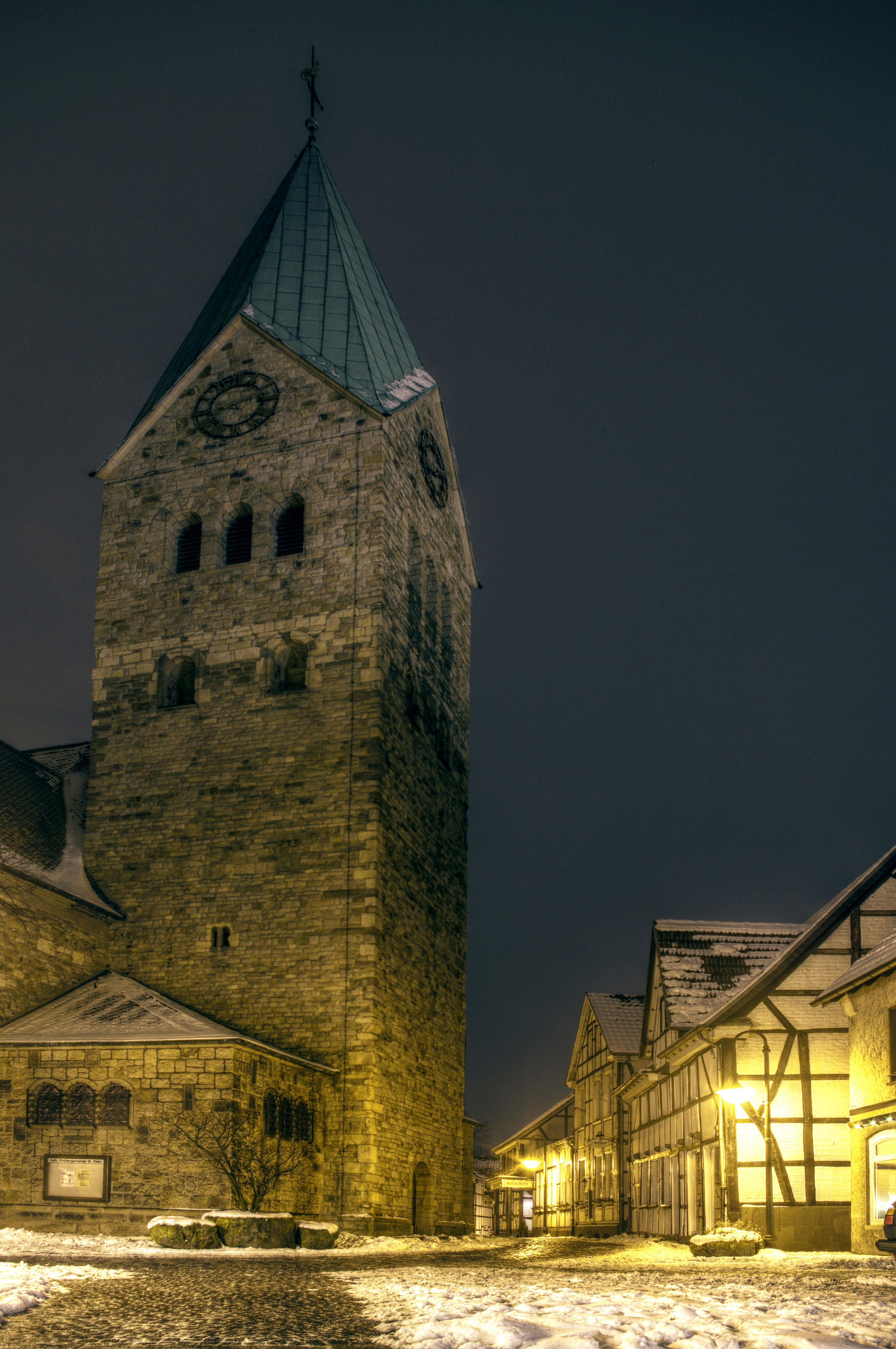
Der Kirchturm

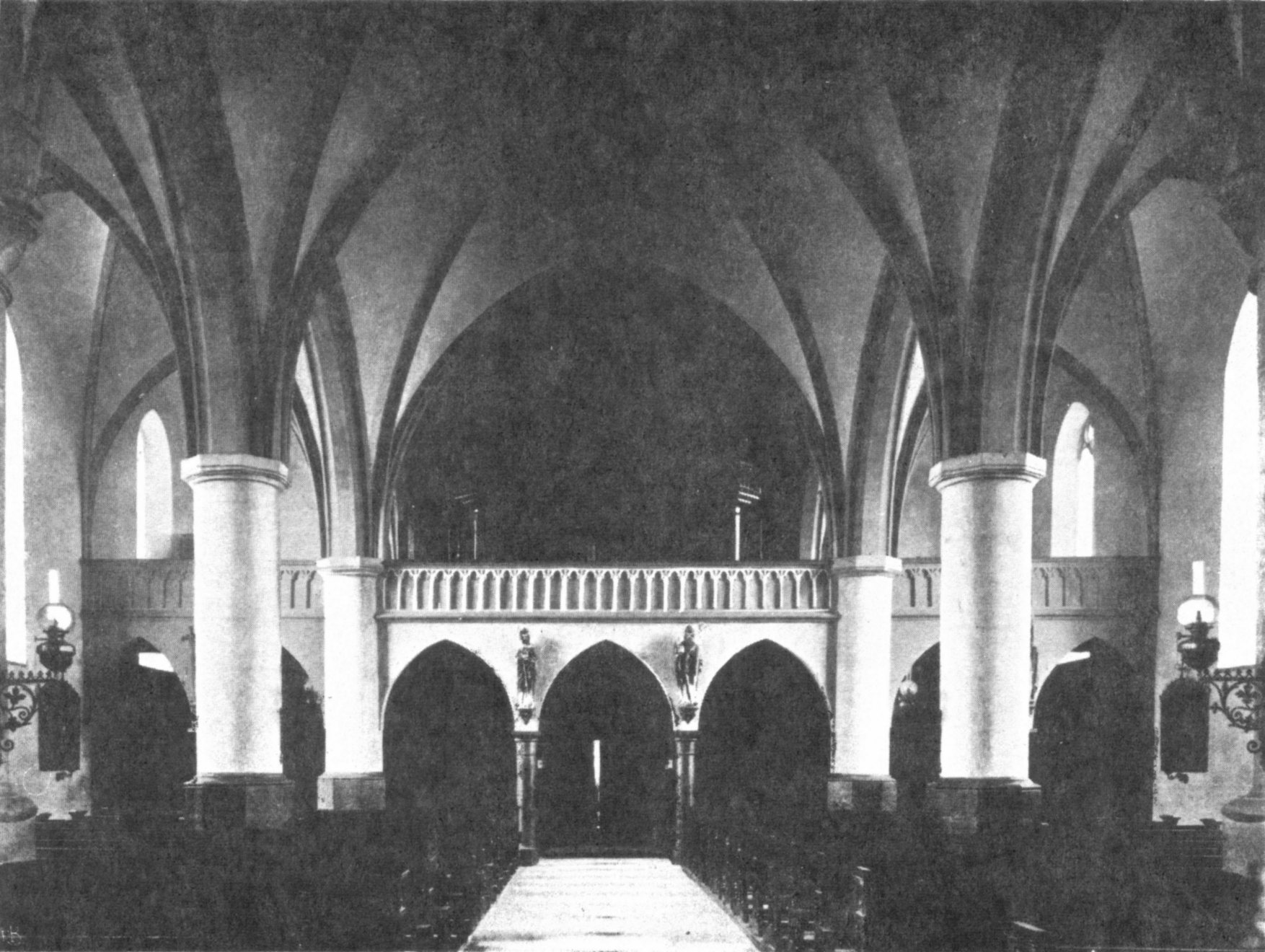
Innenansicht von 1897

Die katholische Pfarrkirche St. Petrus ist ein denkmalgeschütztes Kirchengebäude in Waltrop, einer Stadt im Kreis Recklinghausen (Nordrhein-Westfalen).

## Geschichte und Architektur

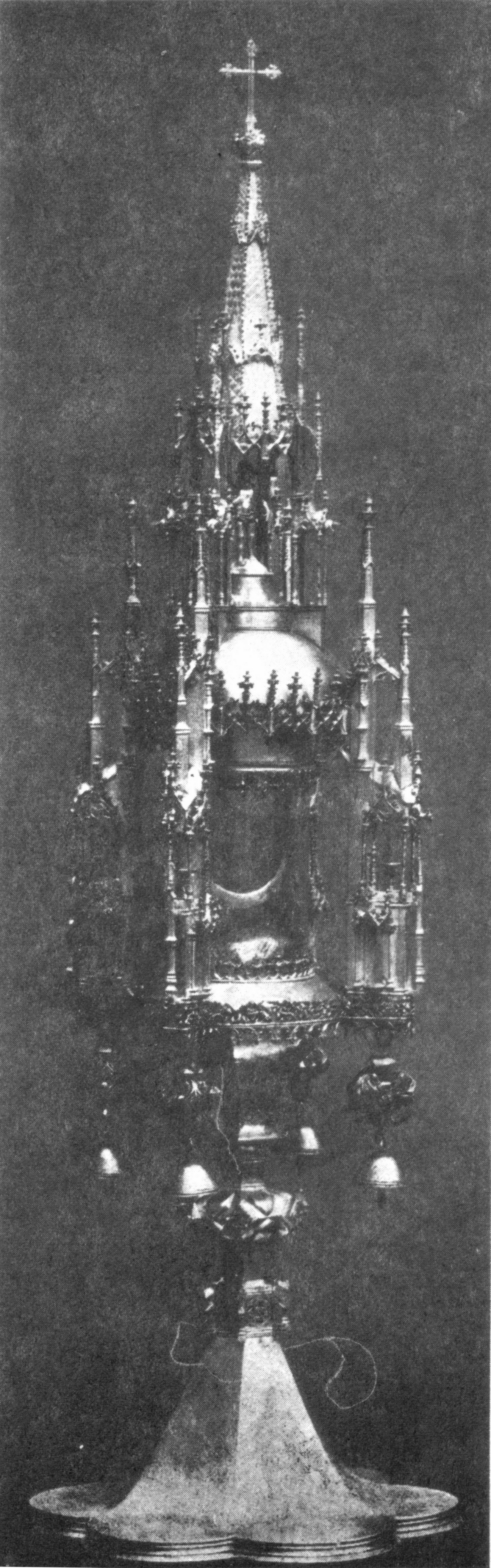
Monstranz

Die Gemeinde wurde im 9. oder 10. Jahrhundert als Eigenkirche der Erzbischöfe von Köln gegründet und dann Anfang des 11. Jahrhunderts der Benediktinerabtei Deutz geschenkt. Der Westturm stammt im Kern vom 12. Jahrhundert. Die kurzräumige Hallenkirche wurde um 1500 errichtet. Kreuzrippengewölbe ruhen auf Rundpfeilern und figürlichen Konsolen.
Infolge eines Blitzeinschlages am 28. Mai 1783 geriet der Turm in Brand, die Turmspitze und die Turm stürzten in die Tiefe und die Glocken schmolzen. Im folgenden Jahr kam der Glockengießer Petit aus Gescher nach Waltrop und goss in einer am Waltroper Stutenteich eigens errichteten Glockenhütte vier neue Glocken. Die feierliche Glockenweihe erfolgte am 14. April 1784. Dazu waren auch die Bewohner der sechs Waltroper Bauerschaften gekommen.
Der alte Chorraum wurde 1891 abgerissen und 1892 wurde mit dem Erweiterungsbau begonnen. Hilger Hertel d. J. erweiterte 1892 die Kirche um einen großen Zentralraum.
Der Turm wurde 1929 aufgestockt, im selben Jahr wurden die Kriegergedächtniskapelle und die Taufkapelle angefügt.

## Ausstattung

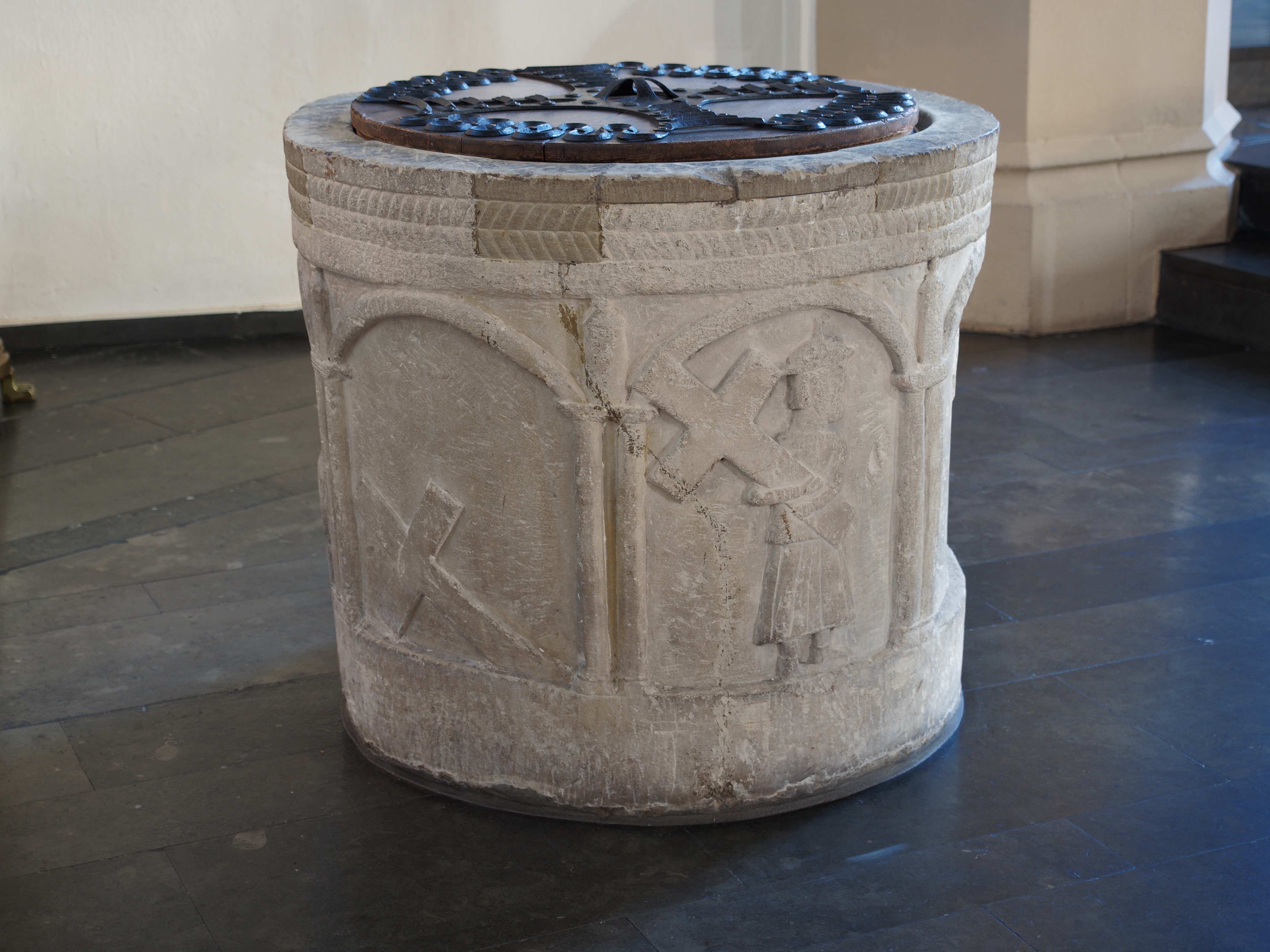
Taufstein
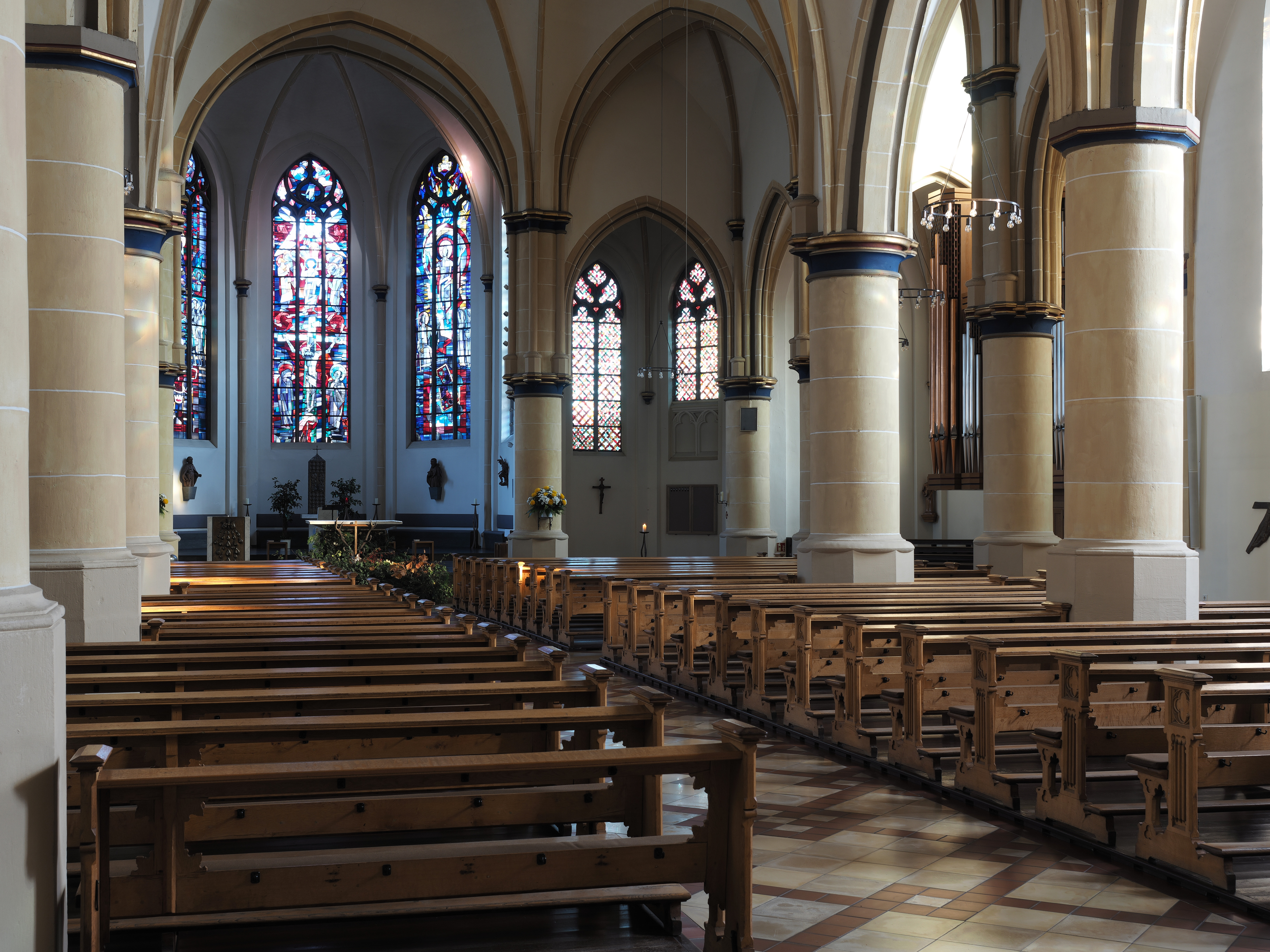
Innenansicht 2018

- Ein romanischer Taufstein vom letzten Drittel des 12. Jahrhunderts
- Eine Halbfigur des Hl. Laurentius aus Holz vom frühen 16. Jahrhundert
- Eine Hl. Katharina vom Anfang des 16. Jahrhunderts
- Eine zierliche Monstranz mit Stifterinschrift ist um 1500 entstanden
- Ein Glöckchen von 1668[3]
- Der Westturm trägt vier Bronzeglocken. Neben den beiden Glocken e' und g' von 1784 gibt es auch zwei weitere Glocken a' und c'', gegossen 1969 von Petit & Edelbrock in Gescher.

## Orgel

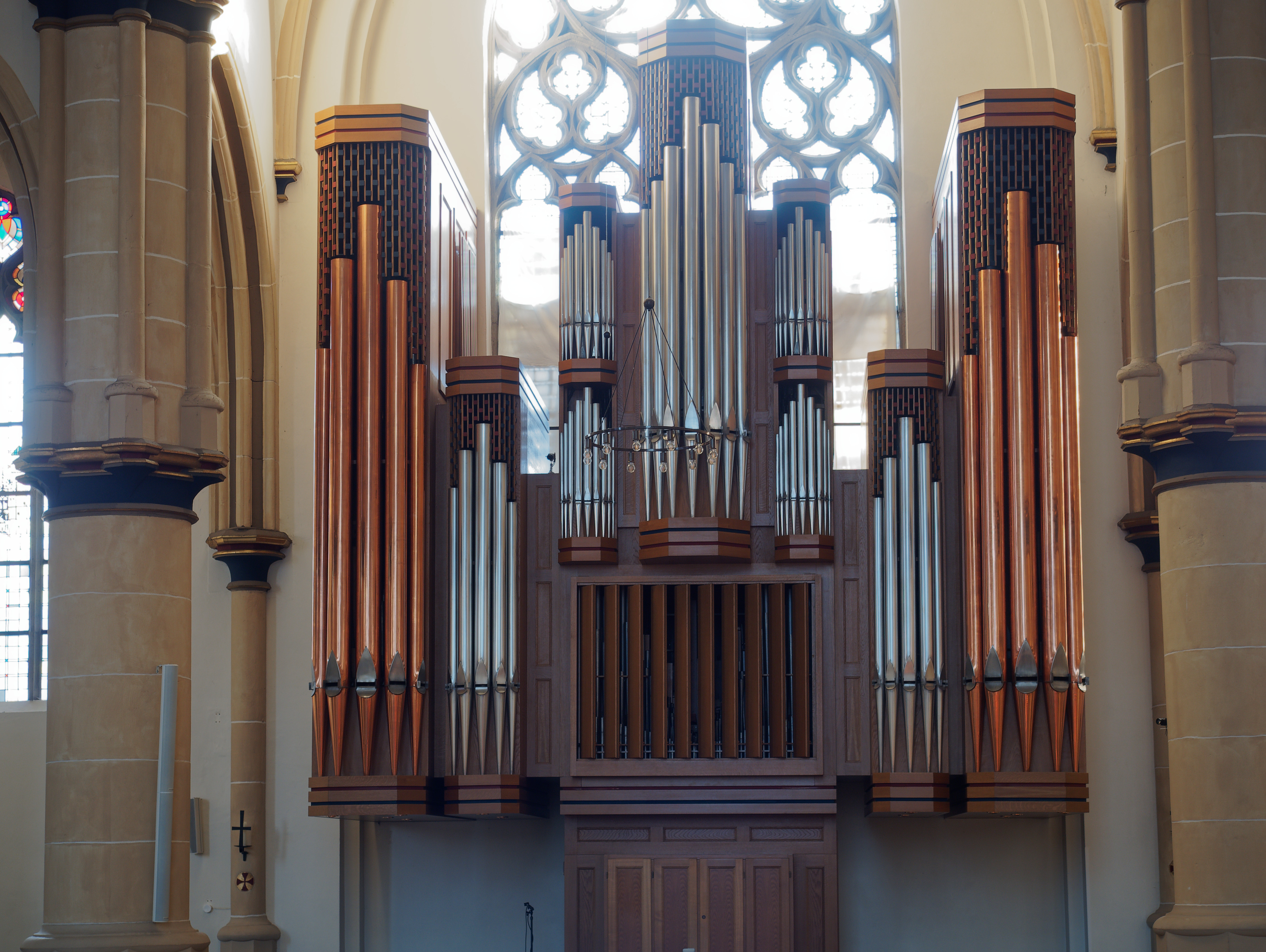
Orgel

Die Orgel wurde 1984 von der Orgelbaufirma Sauer (Höxter) erbaut. Das Schleifladen-Instrument hat 41 Register auf zwei Manualen und Pedal. Die Spieltrakturen sind mechanisch, die Registertrakturen sind elektrisch.
| I Hauptwerk C–g3 |                  |        |
| 01.              | Rohrgedackt      | 16′    |
| 02.              | Prinzipal        | 08′    |
| 03.              | Hohlflöte        | 08′    |
| 04.              | Viola Da Gamba 0 | 08′    |
| 05.              | Oktava           | 04′    |
| 06.              | Gedackflöte      | 04′    |
| 07.              | Quinte           | 02 ⁄3′ |
| 08.              | Prinzipal        | 02′    |
| 09.              | Cornett V        | 08′    |
| 10.              | Mixtur V-VI      | 02′    |
| 11.              | Zymbel III       | 01⁄2′  |
| 12.              | Fagott           | 16′    |
| 13.              | Trompete         | 08′    |
|                  | Tremulant        |        |
|                  | Glockenspiel     | 02′    |

| II Schwellwerk C–g3 |                    |         |
| 14.                 | Flûte Harmonique 0 | 08′     |
| 15.                 | Gedackt            | 08′     |
| 16.                 | Salicional         | 08′     |
| 17.                 | Vox Coelestis      | 08′     |
| 18.                 | Prinzipal          | 04′     |
| 19.                 | Blockflöte         | 04′     |
| 20.                 | Nasard             | 02 ⁄3′  |
| 21.                 | Waldflöte          | 02′     |
| 22.                 | Quinte             | 01 ⁄3′  |
| 23.                 | Terzsept II        | 01 3⁄5′ |
| 24.                 | Scharff IV         | 01′     |
| 25.                 | Dulzian            | 16′     |
| 26.                 | Hautbois           | 08′     |
| 27.                 | Vox Humana         | 08′     |
| 28.                 | Clairon            | 04′     |
|                     | Tremulant          |         |

| Pedal C–f1 |               |         |
| 29.        | Prinzipal     | 16′     |
| 30.        | Subbass       | 16′     |
| 31.        | Großnasard    | 10 2⁄3′ |
| 32.        | Praestant     | 08′     |
| 33.        | Pommer        | 08′     |
| 34.        | Holzoktave    | 04′     |
| 35.        | Nachthorn     | 02′     |
| 36.        | Hintersatz V  | 02 ⁄3′  |
| 37.        | Bombarde      | 32′     |
| 38.        | Holzposaune 0 | 16′     |
| 39.        | Trompete      | 08′     |
| 40.        | Cromone       | 04′     |